# Гвоздичные (триба)
Гвозди́чные (лат. Caryophylleae) — триба двудольных растений подсемейства Гвоздичные (Caryophylloideae) семейства Гвоздичные (Caryophyllaceae).

## Роды
По данным Germplasm Resources Information Network в трибу включены следующие роды:
- Acanthophyllum C.A.Mey. — Колючелистник
- Allochrusa Bunge ex Boiss.
- Ankyropetalum Fenzl
- Bolanthus (Ser.) Rchb.
- Cyathophylla Bocquet & Strid
- Dianthus L. — Гвоздика. Около 300 видов растений, распространённых большей частью в Евразии, но также обитающие в Северной Америке и в Южной Африке.
- Diaphanoptera Rech.f.
- Gypsophila L. — Качим, или Гипсолюбка, или Гипсофила. Около 100 видов однолетних и многолетних трав из Евразии и Северной Африки. Некоторые виды используются в декоративном виде.
- Ochotonophila Gilli
- Petrorhagia (Ser.) Link
- Phrynella Pax & K.Hoffm.
- Pleioneura Rech.f.
- Saponaria L. — Мыльнянка, или Сапонария
- Scleranthopsis Rech.f.
- Vaccaria Wolf — Тысячеголов
- Velezia L. — Велеция